# 佩德爾納萊斯縣

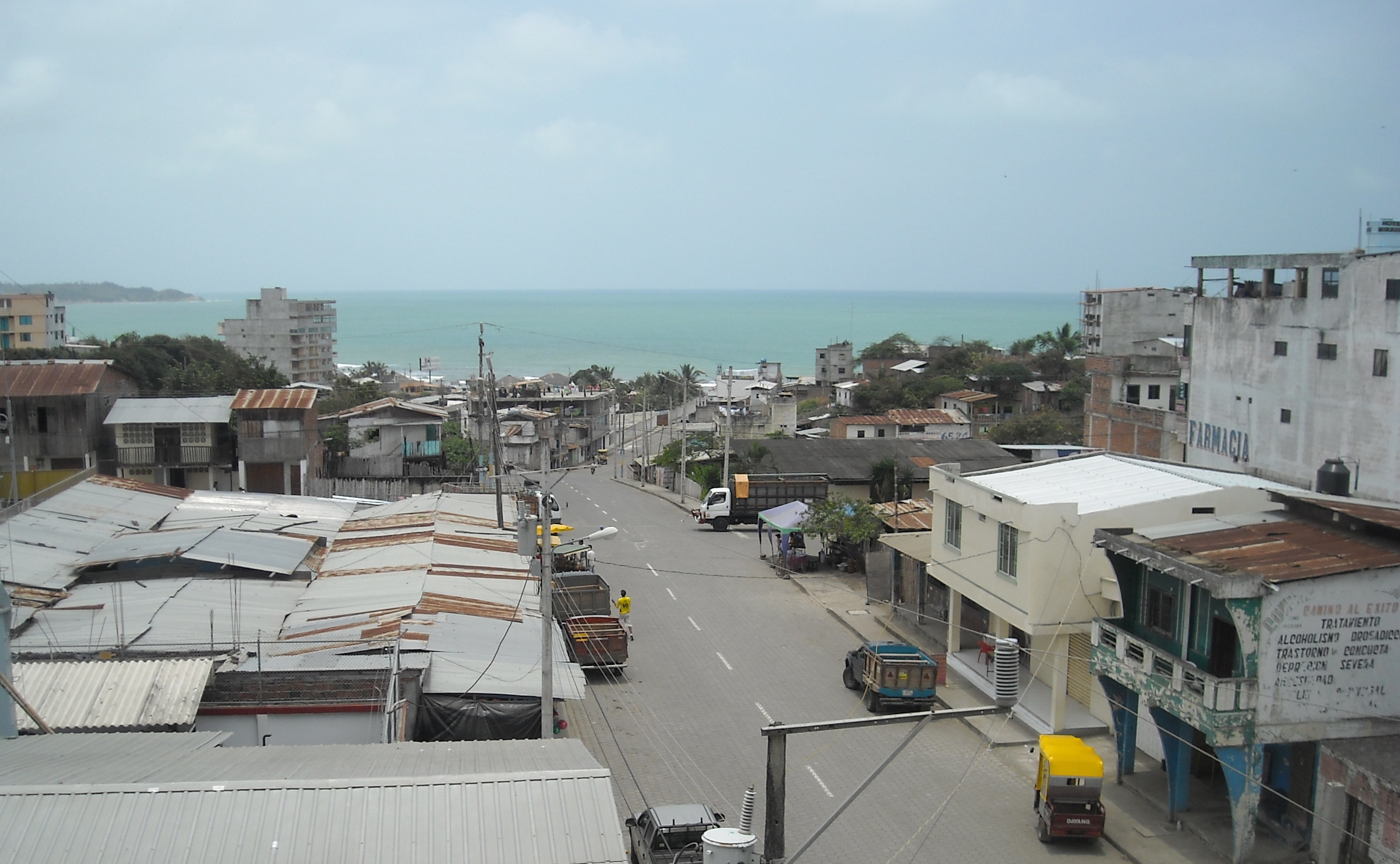

0°4′N 80°3′W / 0.067°N 80.050°W
佩德爾納萊斯縣（西班牙語：Cantón Pedernales），是厄瓜多爾的縣份，位於該國西部，處於太平洋沿岸，由馬納比省負責管轄，面積1,932平方公里，2010年人口55,128，人口密度每平方公里28.53人。